# Пятина (Мордовия)
Пятина — село, центр сельской администрации в Ромодановском районе. Село Пятина расположено на реке Аморда. Районный центр Ромоданово находится в 18 км от села. Ближайшая железнодорожная станция находится в 5 км от села и называется Рейтарская. На 2001 год население села насчитывало около 200 человек.
В селе действует работают средняя школа, Дом культуры, Детский сад, филиал Ромодановского КБО, 3 магазина,фельдшерско-акушерский пункт, роддом. Также в селе расположен памятник воинам, погибшим в годы Великой Отечественной войны.